# Пастинијело (Напуљ)
Пастинијело је насеље у Италији у округу Напуљ, региону Кампанија.
Према процени из 2011. у насељу је живело 152 становника. Насеље се налази на надморској висини од 30 м.